# Irina Wjatscheslawowna Rakobolskaja

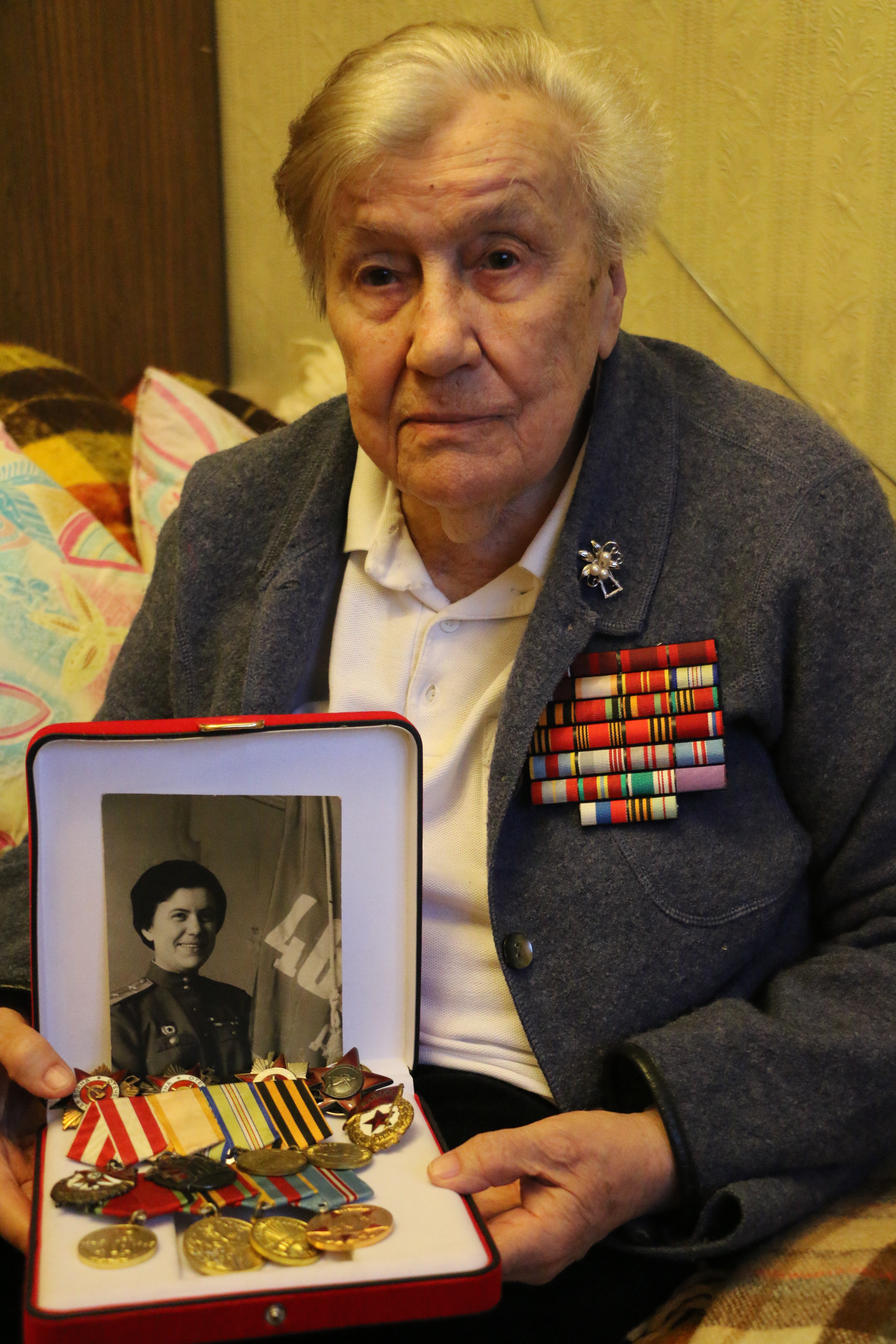
Irina Rakobolskaja

Irina Wjatscheslawowna Rakobolskaja (russisch Ирина Вячеславовна Ракобольская; * 22. Dezember 1919 in Dankow; † 22. September 2016 in Moskau) war ein sowjetischer Major und Stabschefin der „Nachthexen“.
Irina Rakobolskaja studierte Physik an der Lomonossow-Universität, als sie sich während des Zweiten Weltkriegs zum Militärdienst meldete. Sie wurde Stabschefin bei den nur aus Frauen bestehenden Nachthexen, welche nachts mit einfachen Doppeldeckern Polikarpow Po-2 Bombereinsätze flogen.
Rakobolskaja kehrte als Major aus dem Militärdienst zurück und beendete ihr Studium. Danach verfolgte sie eine akademische Karriere. Sie promovierte 1962, habilitierte 1976 und wurde Professorin für Physik. Der Kosmologe Andrei Dmitrijewitsch Linde ist ihr Sohn und studierte bei ihr.
Irina Rakobolskaja wurde mit dem Rotbannerorden, dem Orden des Roten Sterns, dem Orden des Vaterländischen Krieges I. und II. Klasse (zweimalig) sowie dem Ehrenzeichen der Sowjetunion ausgezeichnet.